# Аркадо-кипрский диалект древнегреческого языка
| Западная группа: Дорийский Северо-западный                          | Центральная группа: Эолийские Аркадо-кипрский | Восточная группа: Аттический Ионийские |
| Ахейский (северный) дорийский(M Македонский — классификация неясна) |                                               |                                        |

Аркадо-кипрский или южно‑ахейский — диалект древнегреческого языка, на котором говорили жители Аркадии (центральный Пелопоннес) и Кипра. Его сходство с микенским греческим языком, известным по надписям линейным письмом Б, показывает, что аркадо-кипрский диалект является его потомком. Предположительно, на прото-аркадо-кипрском (ок. 1200 до н. э.) говорили ахейцы Пелопоннеса до вторжения дорийцев, поэтому его называют ещё южно‑ахейским.
Изоглоссы кипрского и аркадского субдиалектов подтверждают, что ахейцы поселились на Кипре. Как пишет Павсаний:
После Эхема царем аркадян стал Агапенор, сын Анкея и внук Ликурга; он предводительствовал ахеянами в походе на Трою. Когда Илион был взят и когда эллины плыли домой, то поднявшейся бурей Агапенор и корабли аркадян были занесены на Кипр; там Агапенор сделался строителем города Пафоса и воздвиг храм Афродите в Палай Пафосе (в Старом Пафосе).
Пафос был основан до 1100 до н. э. После появления дорийцев на Пелопоннесе часть населения Аркадии переселилась на Кипр, а оставшиеся были заперты в Аркадских горах. После крушения микенской цивилизации связь прекратилась и кипрский субдиалект стал отличаться от аркадского. Его письмом вплоть до III века до н. э. был кипрский силлабарий

Только в аркадском письме использовалась буква сан, почти до VI века до н. э. Аркадо-кипрский диалект сохранил множество особенностей микенского, рано утерянных в аттическом и ионическом диалектах, напр. звук /w/, обозначавшийся буквой дигамма.